# Adenophora cordifolia
Adenophora cordifolia är en klockväxtart som beskrevs av Hong De-Yuan. Adenophora cordifolia ingår i släktet kragklockor, och familjen klockväxter. Inga underarter finns listade i Catalogue of Life.